# 德国文艺复兴
德國文藝復興是北方文藝復興的一部分，是15、16世紀德國思想家中傳播的文化藝術運動，由義大利文藝復興發展而來。藝術和科學的許多領域都受到影響，特別是文藝復興時期人文主義向德國各邦和公國的傳播。建築、藝術和科學領域取得了許多進步。德國產生了兩項主導整個16世紀歐洲的發展：印刷術和新教改革。
德國最重要的人文主義者之一是康拉德·塞爾蒂斯（1459-1508年）。塞爾蒂斯曾在科隆和海德堡學習，後來遊歷義大利收集拉丁文和希臘文手稿。他深受塔西佗的影響，利用日耳曼尼亞介紹德國的歷史和地理。最終他把時間投入詩歌上，用拉丁語讚美德國。另一位重要人物是約翰·羅伊克林（1455-1522），他曾在義大利各地學習，後來教授希臘語。他學習希伯來語，旨在淨化基督教，但遭到教會的抵制。
德國文藝復興時期最重要的藝術家是阿爾布雷希特·丟勒，尤其以其木刻和雕刻版畫、素描和肖像畫而聞名，其作品遍布歐洲。這段時期的重要建築包括蘭茨胡特官邸、海德堡城堡、奧格斯堡市政廳以及阿爾卑斯山以北最大的文藝復興大廳慕尼黑王宮古物館。
- 约翰内斯·开普勒（1571–1630）
- 奧托·馮·格里克（1602–1686）
- 伊麗莎白公主 (普法爾茨)（1618–1680）
- 漢斯·雅各布·克里斯托弗·馮·格里梅爾斯豪森（1621/22–1676）
- 阿塔納奇歐斯·基爾學（1602 – 1680）
- 戈特弗里德·莱布尼茨（1646–1716）
- 埃倫弗里德·瓦爾特·馮·切恩豪斯（1651–1708）